# Screen Actors Guild Award/Bester Hauptdarsteller

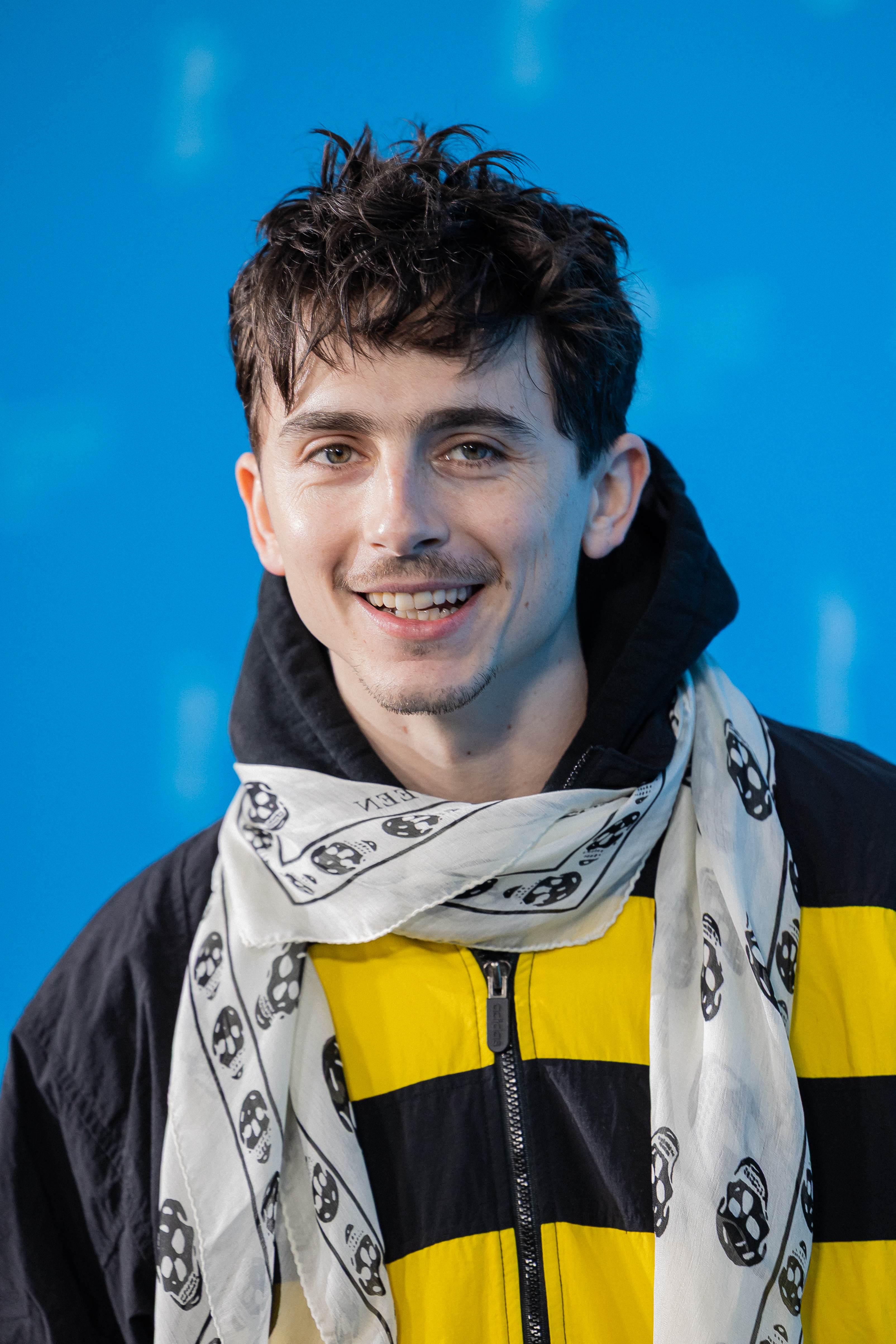
Preisträger 2025: Timothée Chalamet (Like A Complete Unknown)

Der Screen Actors Guild Award in der Kategorie Bester Hauptdarsteller (Originalbezeichnung: Outstanding Performance by a Male Actor in a Leading Role) ist eine der Auszeichnungen, die jährlich in den Vereinigten Staaten von der Screen Actors Guild, einer Gewerkschaft von Schauspielern, verliehen werden. Sie richtet sich an Schauspieler, die eine hervorragende Leistung in einer Hauptrolle in einem Spielfilm erbracht haben. Die Kategorie wurde 1995 ins Leben gerufen. Die Gewinner werden in einer geheimen Abstimmung durch die Vollmitglieder der Gewerkschaft ermittelt.

## Statistik

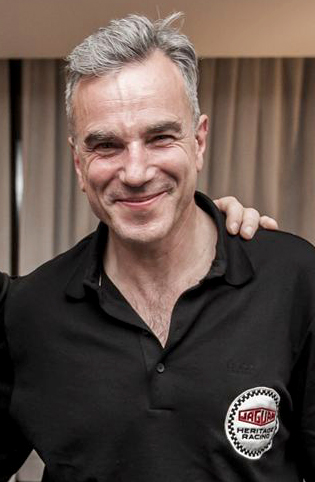
Dreimaliger Sieger Daniel Day-Lewis (2013)

Die Kategorie Bester Hauptdarsteller wurde zur ersten Verleihung im Februar 1995 geschaffen. Seitdem wurden an 29 verschiedene Schauspieler eine Gesamtanzahl von 31 Preisen in dieser Kategorie verliehen. Der erste Preisträger war Tom Hanks, der 1995 für seine Rolle als Forrest Gump in Robert Zemeckis’ gleichnamigen Filmdrama ausgezeichnet wurde. Der bisher letzte Preisträger war Timothée Chalamet, der 2025 für seine Rolle als Bob Dylan in James Mangolds Filmbiografie Like A Complete Unknown geehrt wurde.
Mit dem Stand der Verleihung 2025 stimmte der Gewinner dieser Kategorie in sieben Fällen nicht mit dem späteren Oscar-Preisträger überein. Das waren Benicio del Toro 2001 für seine Rolle in Traffic – Macht des Kartells (er gewann stattdessen den Oscar für die beste männliche Nebenrolle), Russell Crowe 2002 für A Beautiful Mind – Genie und Wahnsinn, Daniel Day-Lewis 2003 für Gangs of New York, Johnny Depp 2004 für Fluch der Karibik, Denzel Washington 2017 für Fences, Chadwick Boseman 2021 für Ma Rainey’s Black Bottom und Timothée Chalamet 2025 für Like A Complete Unknown.
Ältester Gewinner mit 62 Jahren war 2017 der US-Amerikaner Denzel Washington (Fences); ältester nominierter Schauspieler mit 83 Jahren 2021 sein Landsmann Anthony Hopkins (The Father). Jüngster Gewinner mit 29 Jahren war 2025 der US-Amerikaner Timothée Chalamet (Like A Complete Unknown); jüngster nominierter Schauspieler mit 14 Jahren 2001 der Brite Jamie Bell (Billy Elliot – I Will Dance).
| Statistik                          | Schauspieler      | Anzahl | Jahre                               |
| ---------------------------------- | ----------------- | ------ | ----------------------------------- |
| Häufigste Auszeichnung             | Daniel Day-Lewis  | 3      | 2003, 2008, 2013                    |
| Häufigste Nominierungen (* = Sieg) | Denzel Washington | 6      | 2000, 2002, 2013, 2017*, 2018, 2022 |
| Häufigste Nominierungen ohne Sieg  | George Clooney    | 3      | 2008, 2010, 2012                    |
|                                    | Ryan Gosling      | 3      | 2007, 2008, 2017                    |
|                                    | Viggo Mortensen   | 3      | 2008, 2017, 2019                    |

## Gewinner und Nominierte
Die unten aufgeführten Filme werden mit ihrem deutschen Verleihtitel (sofern ermittelbar) angegeben, danach folgt in Klammern in kursiver Schrift der fremdsprachige Originaltitel. Die Nennung des Originaltitels entfällt, wenn deutscher und fremdsprachiger Filmtitel identisch sind. Die Gewinner stehen hervorgehoben in fetter Schrift an erster Stelle.

### 1995–2000
1995
Tom Hanks – Forrest Gump
Morgan Freeman – Die Verurteilten (The Shawshank Redemption)
Paul Newman – Nobody’s Fool – Auf Dauer unwiderstehlich (Nobody’s Fool)
Tim Robbins – Die Verurteilten (The Shawshank Redemption)
John Travolta – Pulp Fiction
1996
Nicolas Cage – Leaving Las Vegas
Anthony Hopkins – Nixon
James Earl Jones – Cry, the Beloved Country
Sean Penn – Dead Man Walking – Sein letzter Gang (Dead Man Walking)
Massimo Troisi (postum) – Der Postmann (Il Postino)
1997
Geoffrey Rush – Shine – Der Weg ins Licht (Shine)
Tom Cruise – Jerry Maguire – Spiel des Lebens (Jerry Maguire)
Ralph Fiennes – Der englische Patient (The English Patient)
Woody Harrelson – Larry Flynt – Die nackte Wahrheit (The People vs. Larry Flynt)
Billy Bob Thornton – Sling Blade – Auf Messers Schneide (Sling Blade)
1998
Jack Nicholson – Besser geht’s nicht (As Good as It Gets)
Matt Damon – Good Will Hunting
Robert Duvall – Apostel! (The Apostle)
Peter Fonda – Ulee’s Gold
Dustin Hoffman – Wag the Dog – Wenn der Schwanz mit dem Hund wedelt (Wag the Dog)
1999
Roberto Benigni – Das Leben ist schön (La vita è bella)
Joseph Fiennes – Shakespeare in Love
Tom Hanks – Der Soldat James Ryan (Saving Private Ryan)
Ian McKellen – Gods and Monsters
Nick Nolte – Der Gejagte (The Affliction)
2000
Kevin Spacey – American Beauty
Jim Carrey – Der Mondmann (Man on the Moon)
Russell Crowe – Insider (The Insider)
Philip Seymour Hoffman – Makellos (Flawless)
Denzel Washington – Hurricane (The Hurricane)

### 2001–2010
2001
Benicio del Toro – Traffic – Macht des Kartells (Traffic)
Jamie Bell – Billy Elliot – I Will Dance (Billy Elliot)
Russell Crowe – Gladiator
Tom Hanks – Cast Away – Verschollen (Cast Away)
Geoffrey Rush – Quills – Macht der Besessenheit (Quills)
2002
Russell Crowe – A Beautiful Mind – Genie und Wahnsinn (A Beautiful Mind)
Kevin Kline – Das Haus am Meer (Life as a House)
Sean Penn – Ich bin Sam (I am Sam)
Denzel Washington – Training Day
Tom Wilkinson – In the Bedroom
2003
Daniel Day-Lewis – Gangs of New York
Adrien Brody – Der Pianist (The Pianist)
Nicolas Cage – Adaption – Der Orchideen-Dieb (Adaptation.)
Richard Gere – Chicago
Jack Nicholson – About Schmidt
2004
Johnny Depp – Fluch der Karibik (Pirates of the Caribbean: The Curse of the Black Pearl)
Peter Dinklage – Station Agent (The Station Agent)
Ben Kingsley – Haus aus Sand und Nebel (House of Sand and Fog)
Bill Murray – Lost in Translation
Sean Penn – Mystic River
2005
Jamie Foxx – Ray
Don Cheadle – Hotel Ruanda (Hotel Rwanda)
Johnny Depp – Wenn Träume fliegen lernen (Finding Neverland)
Leonardo DiCaprio – Aviator (The Aviator)
Paul Giamatti – Sideways
2006
Philip Seymour Hoffman – Capote
Russell Crowe – Das Comeback (Cinderella Man)
Heath Ledger – Brokeback Mountain
Joaquin Phoenix – Walk the Line
David Strathairn – Good Night, and Good Luck (Good Night, and Good Luck.)
2007
Forest Whitaker – Der letzte König von Schottland – In den Fängen der Macht (The Last King of Scotland)
Leonardo DiCaprio – Blood Diamond
Ryan Gosling – Half Nelson
Peter O’Toole – Venus
Will Smith – Das Streben nach Glück (The Pursuit of Happyness)
2008
Daniel Day-Lewis – There Will Be Blood
George Clooney – Michael Clayton
Ryan Gosling – Lars und die Frauen (Lars and the Real Girl)
Emile Hirsch – Into the Wild
Viggo Mortensen – Tödliche Versprechen – Eastern Promises (Eastern Promises)
2009
Sean Penn – Milk
Richard Jenkins – Ein Sommer in New York – The Visitor (The Visitor)
Frank Langella – Frost/Nixon
Brad Pitt – Der seltsame Fall des Benjamin Button (The Curious Case of Benjamin Button)
Mickey Rourke – The Wrestler – Ruhm, Liebe, Schmerz (The Wrestler)
2010
Jeff Bridges – Crazy Heart
George Clooney – Up in the Air
Colin Firth – A Single Man
Morgan Freeman – Invictus – Unbezwungen (Invictus)
Jeremy Renner – Tödliches Kommando – The Hurt Locker (The Hurt Locker)

### 2011–2020
2011
Colin Firth – The King’s Speech
Jeff Bridges – True Grit
Robert Duvall – Am Ende des Weges – Eine wahre Lügengeschichte (Get Low)
Jesse Eisenberg – The Social Network
James Franco – 127 Hours
2012
Jean Dujardin – The Artist
Demián Bichir – A Better Life
George Clooney – The Descendants – Familie und andere Angelegenheiten (The Descendants)
Leonardo DiCaprio – J. Edgar
Brad Pitt – Die Kunst zu gewinnen – Moneyball (Moneyball)
2013
Daniel Day-Lewis – Lincoln
Bradley Cooper – Silver Linings (Silver Linings Playbook)
John Hawkes – The Sessions – Wenn Worte berühren (The Sessions)
Hugh Jackman – Les Misérables
Denzel Washington – Flight
2014
Matthew McConaughey – Dallas Buyers Club
Bruce Dern – Nebraska
Chiwetel Ejiofor – 12 Years a Slave
Tom Hanks – Captain Phillips
Forest Whitaker – Der Butler (The Butler)
2015
Eddie Redmayne – Die Entdeckung der Unendlichkeit (The Theory of Everything)
Steve Carell – Foxcatcher
Benedict Cumberbatch – The Imitation Game – Ein streng geheimes Leben (The Imitation Game)
Jake Gyllenhaal – Nightcrawler – Jede Nacht hat ihren Preis (Nightcrawler)
Michael Keaton – Birdman oder (Die unverhoffte Macht der Ahnungslosigkeit) (Birdman or (The Unexpected Virtue of Ignorance))
2016
Leonardo DiCaprio – The Revenant – Der Rückkehrer (The Revenant)
Bryan Cranston – Trumbo
Johnny Depp – Black Mass
Michael Fassbender – Steve Jobs
Eddie Redmayne – The Danish Girl
2017
Denzel Washington – Fences
Casey Affleck – Manchester by the Sea
Andrew Garfield – Hacksaw Ridge – Die Entscheidung (Hacksaw Ridge)
Ryan Gosling – La La Land
Viggo Mortensen – Captain Fantastic – Einmal Wildnis und zurück (Captain Fantastic)
2018
Gary Oldman – Die dunkelste Stunde (Darkest Hour)
Timothée Chalamet – Call Me by Your Name
James Franco – The Disaster Artist
Daniel Kaluuya – Get Out
Denzel Washington – Roman J. Israel, Esq. – Die Wahrheit und nichts als die Wahrheit (Roman J. Israel, Esq.)
2019
Rami Malek – Bohemian Rhapsody
Christian Bale – Vice – Der zweite Mann (Vice)
Bradley Cooper – A Star Is Born
Viggo Mortensen – Green Book – Eine besondere Freundschaft (Green Book)
John David Washington – BlacKkKlansman
2020
Joaquin Phoenix – Joker
Christian Bale – Le Mans 66 – Gegen jede Chance (Ford V Ferrari)
Leonardo DiCaprio – Once Upon a Time in Hollywood
Adam Driver – Marriage Story
Taron Egerton – Rocketman

### 2021–2030
2021
Chadwick Boseman (postum) – Ma Rainey’s Black Bottom
Riz Ahmed – Sound of Metal
Anthony Hopkins – The Father
Gary Oldman – Mank
Steven Yeun – Minari – Wo wir Wurzeln schlagen (Minari)
2022
Will Smith – King Richard
Javier Bardem – Being the Ricardos
Benedict Cumberbatch – The Power of the Dog
Andrew Garfield – Tick, Tick… Boom!
Denzel Washington – Macbeth (The Tragedy of Macbeth)
2023
Brendan Fraser – The Whale
Austin Butler – Elvis
Colin Farrell – The Banshees of Inisherin
Bill Nighy – Living – Einmal wirklich leben (Living)
Adam Sandler – Hustle
2024
Cillian Murphy – Oppenheimer
Bradley Cooper – Maestro
Colman Domingo – Rustin
Paul Giamatti – The Holdovers
Jeffrey Wright – Amerikanische Fiktion (American Fiction)
2025
Timothée Chalamet – Like A Complete Unknown (A Complete Unknown)
Adrien Brody – Der Brutalist (The Brutalist)
Daniel Craig – Queer
Colman Domingo – Sing Sing
Ralph Fiennes – Konklave (Conclave)